# Gurkmajonnäs

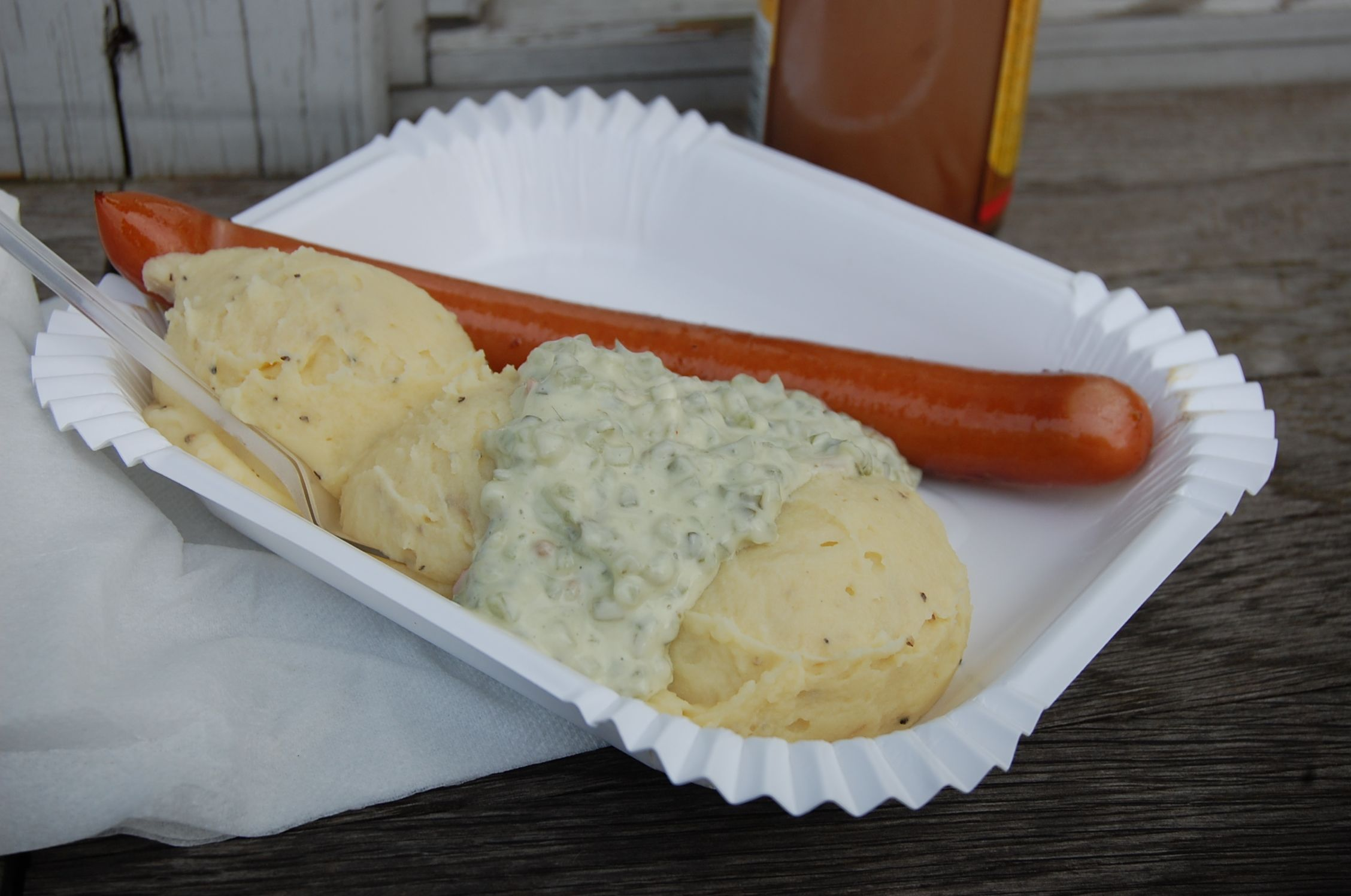
Gurkmajonnäs till korv och mos från ett gatukök i Tomelilla

Gurkmajonnäs är ett klassiskt tillbehör som finns i gatukök. Den består av en blandning av bostongurka och majonnäs. Gurkmajonnäs serveras typiskt tillsammans med potatismos och kokt eller grillad korv och säljs då ibland under benämningen mosbricka. Ett flertal livsmedelsföretag tillverkar gurkmajonnäs, exempelvis Kavli.